# Сантерамо-ін-Колле
Сантерамо-ін-Колле (італ. Santeramo in Colle) — муніципалітет в Італії, у регіоні Апулія, метрополійне місто Барі.
Сантерамо-ін-Колле розташоване на відстані близько 380 км на схід від Рима, 38 км на південь від Барі.
Населення — 26 830 осіб (2014).
Щорічний фестиваль відбувається 2 червня. Покровитель — sant'Erasmo.

## Демографія
Населення за роками:

Станом на 1 січня 2023 року в муніципалітеті офіційно проживав 1301 іноземець з 37 країн, серед них 119 громадян країн Євросоюзу та 13 громадян України.

## Сусідні муніципалітети
- Аккуавіва-делле-Фонті
- Альтамура
- Кассано-делле-Мурдже
- Джоя-дель-Колле
- Латерца
- Матера